# 아유카와 타이요
아유카와 타이요(일본어: 鮎川 太陽, 1991년 1월 18일 ~ )는 일본의 배우이다. 또한 아유카와 타이요는 도쿄도 아다치구 출신이다. 소속사는 무소속. 신체 188cm, 혈액형은 B형.

## 내력
2001년 10월 6일, 쟈니즈 사무소에 입소해, 겨울에 Ya-Ya-yah의 멤버로 선택된다.
2002년 5월 15일, NHK 애니메이션 《닌타마 란타로》의 주제가 〈용기 100%/세계가 하나로 될 때까지〉로 CD 데뷔.
2004년, TBS 《3학년 B반 킨파치 선생님 제7시리즈》에 출연.
2007년 11월, 활동 휴지. 그 후, 시기는 확실하지 않지만, 쟈니즈 사무소를 퇴소.
2009년 2월 17일, 호리코시 고등학교를 졸업. 재학 중에 학생회장도 경험했다.
2011년 1월 1일, TV 도쿄 《나카마 유키에의 푸른 지구 5》로, 3년 2개월 만에 TV 출연. 5월에는 무대 《텀블링 vol.2》에 출연. 현재는 주로 무대에서 활동 중.

## 출연

### 드라마
- 3학년 B반 킨파치 선생님 (TBS) - 코즈카 타카시 역
  - 제7시리즈 (2004년 10월 15일 ~ 2005년 3월 25일)
  - 스페셜 11 (2005년 12월 30일)
  - 파이널 (2011년 3월 27일)
- 드라마 24 URAKARA 제10화 (2011년 3월 25일, TV 도쿄) - 타케마츠 역
- 하이스쿨 가극단☆남조 (2012년 10월 6일, CBS·TBS) - 후루타 요이치 역
- 오오쿠 (후지 TV) - 토쿠가와 이에모토 역
  - 제1부 〈최흉의 여자〉 (2016년 1월 22일)
  - 제2부 〈비극의 자매〉 (2016년 1월 29일)

### 영화
- 혼자서 숨바꼭질 극장판-진·도시전설- (2012년 9월 1일, 졸리 로저) - 츠카모토 쿄스케 역
- 여고 (2016년 4월 9일, 유나이티드 엔터테인먼트)

### 무대
- SHOW극·SHOCK
- SHOCK~is Real Shock~
- 스탠드 바이 미
- 텀블링 vol.2 (2011년)
- 사랑이 죽이라고 속삭였다 (2011년)
- 텀블링 vol.3 (2012년)
- 하이스쿨 가극단☆남조 (2012년)
- Re-miniscence【Stylishshine!! Vol.2】 (2012년) - 주역
- 잠 못 드는 마을의 왕자님~prince of the sleepless town~ (2012년)
- 고질라 (2013년) - 주역
- 슈왓치! (2013년)
- Go,JET!GO!GO! Vol.3 ~Mr.MOOOOn Light~ (2013년)
- 꼬리의 친구들 2 (2013년)
- GO,JET!GO!GO! ~I LOVE YOU가 말할 수 없어서~ (2013년)
- Kiss Me You (2013년)
- 덤불 속 (2013년)
- 그렇지만 미래에는 네가 있다 (2013년)
- 꽃보다 남자보다 사랑해요!! (2013년)
- BASARA 제2장 (2014년)
- 사이코메트러 EIJI~시계 장치의 사과 (2014년)
- 말하고 싶은 것도 말하지 못 해, 작은 꿈도 볼 수 없어, 더러운 거짓말이나 말로 끌려다니고 싶지 않아, 똑바로 마주 보는 현실에 긍지를 갖고 싶은 것뿐이니까 (2014년) - 주역
- 피터 팬 (2014년)
- 최유기 가극전 -Burial- (2015년)
- 츠카 코헤이 Triple impact 〈로맨스 2015〉 〈언제나 마음에 태양을〉 (2015년)
- 전국무쌍 (2015년)
- 달마 (2015년)
- 최유기 가극전 -Reload- (2015년)
- 머나먼 시공 속에서 6 (2015년)
- Over Smile (2016년)
- JYUKAI-DEN -도원- (2016년)
- 나미야 잡화점의 기적 (2016년)
- 프린스 오브 스트라이드 (2016년)

## 서적

### 캘린더
- 아유카와 타이요 캘린더 2015-2016 (2015년 1월 18일)